# Papuanella lemapa
Papuanella lemapa är en insektsart som beskrevs av Medler 2000. Papuanella lemapa ingår i släktet Papuanella och familjen Flatidae. Inga underarter finns listade i Catalogue of Life.